# Euphorion (revistă)
Euphorion este o revistă științifică de istoria literaturii germane. Ea este publicată de Universitätsverlag Winter, avându-l în prezent ca editor pe Wolfgang Adam. Titlul publicației provine din piesa de teatru Faust. Der Tragödie zweiter Teil a lui Johann Wolfgang von Goethe, în care Euphorion era fiul Elenei din Troia și al lui Faust, și reprezintă o combinație între mitologia antică și tradiția germanică.Euphorion este un jurnal științific pentru istoria literară pentru întregul domeniu al filologiei germane.

## Istoric
Revista are o istorie editorială complexă.
Euphorion a fost fondată în anul 1894 de August Sauer, un istoric literar austriac. From 1914 he took over the work together with Josef Nadler. Începând din 1914 editarea revistei a fost realizată de Sauer împreună cu Josef Nadler. Cu puțin timp înainte de moartea lui Sauer în 1926, a fost înlocuit de George Stefansky.
În perioada 1934-1944 revista a purtat numele Dichtung und Volkstum și a fost editată de Hermann Pongs și Julius Petersen. Conținutul a fost dominat, în consecință, de puternice accente naționaliste și național-socialiste.
În anul 1950, revista a revenit la vechiul titlu. Editorii ei au fost Hans Pyritz și Hans Neumann.